# Nothing Happens (álbum)
Nothing Happens es el álbum de estudio debut de la banda estadounidense Wallows, publicada el 22 de marzo de 2019 por la discográfica Atlantic Records.

## Antecedentes
El 1 de febrero de 2019, Wallows publicó el primer sencillo del el álbum, "Are You Bored Yet?", con Clairo. Un videoclip musical era también publicado en este día con un cameo de Noah Centineo.
El segundo sencillo del álbum "Scrawny" fue publicado el 18 de febrero de 2019, y el tercer sencillo "Sidelines" fue publicado el 8 de marzo de 2019. El videoclip de "Scrawny" fue publicado junto al álbum, el 22 de marzo de 2019.
Wallows empezaron a trabajar en "Nothing Happens" en 2018, poco después de publicar su primer EP "Spring". 
Algunas de las canciones, como "Remember When", poseen letras anteriormente utilizadas para las canciones que publicaron bajo el antiguo nombre de la banda, "The Narwhals".

## Recepción crítica
Nothing Happens recibió críticas positivas por parte de los críticos de música contemporánea. 
En la crítica de la página Álbum del Año de aggregator, el álbum tiene una puntuación media de 68 puntos de 100 basado en tres críticas de webs diferentes.

## Lista de canciones
Todas las canciones han sido escritas por Dylan Minnette, Cole Preston y Braeden Lemasters, excepto donde sea indicado lo contrario

| N.º   | Título                            | Escritor(es)                         | Duración |  |
| 1.    | «Only Friend»                     |                                      | 3:01     |  |
| 2.    | «Treacherous Doctor»              |                                      | 2:43     |  |
| 3.    | «Sidelines»                       |                                      | 3:00     |  |
| 4.    | «Are You Bored Yet? (con Clairo)» | Minette, Preston, Lemasters y Clairo | 2:58     |  |
| 5.    | «Scrawny»                         |                                      | 2:46     |  |
| 6.    | «Ice Cold Pool»                   |                                      | 3:57     |  |
| 7.    | «Worlds Apart»                    |                                      | 4:14     |  |
| 8.    | «What You Like»                   |                                      | 3:21     |  |
| 9.    | «Remember When»                   |                                      | 2:35     |  |
| 10.   | «I'm Full»                        |                                      | 3:42     |  |
| 11.   | «Do Not Wait»                     |                                      | 6:30     |  |
| 38:47 |                                   |                                      |          |  |

Todas las canciones escritas y compuestas por Dylan Minnette, Cole Preston y Braeden Lemasters, excepto donde se indique. 
| N.º | Título         | Duración |  |
| 3.  | «Scrawny»      |          |  |
| 14. | «Do Not Wait»  |          |  |
| 16. | «Sidelines»    |          |  |
| 17. | «Worlds Apart» |          |  |
| 18. | «Only Friend»  |          |  |

## Gráficos
| Lista (2019)                            | Posición |
| --------------------------------------- | -------- |
| Estados Unidos (Billboard 200)          | 75       |
| Estados Unidos (Top Alternative Albums) | 8        |
| Estados Unidos (Top Rock Albums)        | 13       |